# John Cuthbert Lawson
John Cuthbert Lawson (* 14. Oktober 1874 in Weston-in-Gordano, Somerset; † 1935 ) war ein britischer Gelehrter. Er war Fellow und Lecturer am Pembroke College in Cambridge und früher Craven Student der Universität.
John Cuthbert Lawson wurde als Sohn von Robert Lawson und dessen Frau Mary Sackville Lawson, geb. Neale, geboren. Er studierte am Bradfield College, Berkshire und am Pembroke College, Cambridge. Lawsons Hauptwerk untersucht die Beziehungen der modernen griechischen Folklore zur alten griechischen Religion. Während des Ersten Weltkriegs war er Lieutenant Commander der Royal Navy und von 1917 bis 1919 Commander.
Im Jahr 1900 heiratete er Dorothy Frances Holden, mit der er zwei Söhne und zwei Töchter hatte. Sein Hobby war Golf.

## Werke
- Modern greek folklore and ancient greek religion. A study in survivals. Cambridge, 1910
- The Litany of the Elves.
- Tales of Aegean Intrigue. Chatto & Windus, London 1920
- als Herausgeber: The Agamemnon of Aeschylus. Cambridge University Press, Cambridge 1932